# Latour-de-Carol
Latour-de-Carol (Catalaans: La Tor de Querol) is een gemeente in het Franse departement Pyrénées-Orientales (regio Occitanie). De plaats maakt deel uit van het arrondissement Prades. Latour-de-Carol telde op 1 januari 2022 472 inwoners.

## Spoorwegen
Het dorp heeft een bijzonder spoorwegstation, Station Latour-de-Carol - Enveitg, dat een eindje buiten het dorp ligt, in feite dichter bij het naburige dorp Enveitg. Hier ontmoeten drie spoorlijnen met verschillende spoorbreedtes elkaar. De drie sporen zijn:
- de meterspoorlijn Villefranche-Vernet-les-Bains - Latour-de-Carol (in de volksmond de 'Gele trein') naar Villefranche,
- de normaalspoorlijn Portet-Saint-Simon - Puigcerda (onder andere gebruikt door nachttreinen uit Parijs),
- de Spaanse breedspoorlijn Ripoll - Puigcerdà richting Barcelona.

## Geografie
De oppervlakte van Latour-de-Carol bedroeg op 1 januari 2022 12,63 vierkante kilometer; de bevolkingsdichtheid was toen 37,4 inwoners per km².

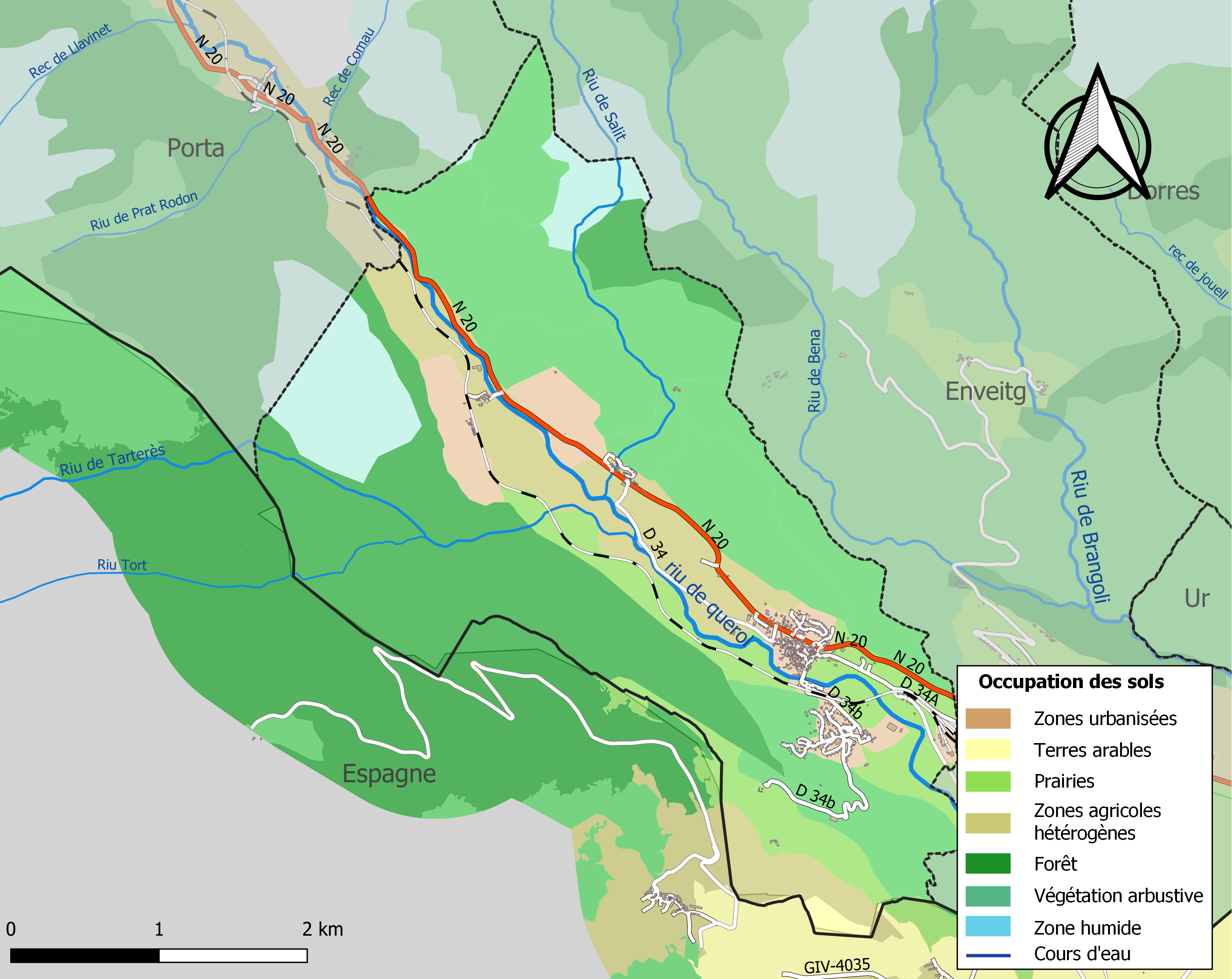
Kaart van de gemeente met de belangrijkste infrastructuur, bodemgebruik en omliggende gemeenten

## Demografie
Onderstaande figuur toont het verloop van het inwonertal (bron: INSEE-tellingen).